# Žabokreky nad Nitrou
Žabokreky nad Nitrou jsou obec na Slovensku v okrese Partizánske v Trenčínském kraji. Žije zde přibližně 1 700 obyvatel.
První písemná zmínka o obci je z roku 1291. V obci je římskokatolický kostel Panny Marie Královny andělů z roku 1913.
V obci se nachází gotická hranolovitá věž postavena kolem roku 1320.